# Lerdrup Bugt Vildtreservat
Lerdrup Bugt Vildtreservat er et vildtreservat  på 872 ha (heraf 30 ha land) beliggende i Odder Kommune. Det ligger mod nord, i den østlige del af Horsens Fjord, mellem Alrø og Gyllingnæs.  består af lavvandede vader, strandenge og fjordholme. 
Området omfatter også holmene Alrø Polder sydøst for Alrø, hvor der siden 1976 været reservat med forbud mod færdsel i fuglenes yngletid. Der er et vigtigt yngle- og rasteområde for ande- og vadefugle samt måger og terner.  De mest almindelige vadefugle er hjejle, almindelig ryle og lille kobbersneppe. 
Reservatet er en del af Natura 2000-område nr. 56 Horsens Fjord, havet øst for og Endelave